# Acranthera nieuwenhuisii
Acranthera nieuwenhuisii är en måreväxtart som beskrevs av Theodoric Valeton och Cornelis Eliza Bertus Bremekamp. Acranthera nieuwenhuisii ingår i släktet Acranthera och familjen måreväxter. Inga underarter finns listade i Catalogue of Life.